# شهرستان ایرغیز
شهرستان ایرغیز (به قزاقی: Ырғыз ауданы، ىرعىز اۋدانى) یک منطقهٔ مسکونی در قزاقستان است که در استان آق‌تپه واقع شده‌است. شهرستان ایرغیز ۱۵٬۰۶۰ نفر جمعیت دارد.